# 대한민국 형사소송법 제137조
대한민국 형사소송법 제137조는구속영장집행과 수색에 대한 형사소송법의 조문이다. 피고인의 발견을 목적으로 하는 수색의 경우에는 본 조가 적용된다

## 조문
제137조(구속영장집행과 수색) 검사, 사법경찰관리 또는 제81조제2항의 규정에 의한 법원사무관등이 구속영장을 집행할 경우에 필요한 때에는 타인의 주거, 간수자있는 가옥, 건조물, 항공기, 선차 내에 들어가 피고인을 수색할 수 있다.  <개정 2007.6.1.>

第137條(拘束令狀執行과 搜索) 檢事, 司法警察官吏 또는 第81條第2項의 規定에 依한 법원사무관등이 拘束令狀을 執行할 境遇에 必要한 때에는 他人의 住居, 看守者있는 家屋, 建造物, 航空機, 船車 內에 들어가 被告人을 搜索할 수 있다.  <개정 2007.6.1.>

## 참고 문헌
- 손동권 신이철, 새로운 형사소송법(초판, 2013), 세창, 2013. ISBN 9788984114081

## 같이 보기
- 압수